# Dospěláci můžou všechno
Dospěláci můžou všechno je český film z roku 1969.

## Děj
Malý Míša si představuje jaké je to být dospělý a uvědomí si, že je lepší býti malým klukem…

## Hrají
- Radim Cvrček
- Věra Štěpánová
- Nina Popelíková
- Pavlína Filipovská
- Erik Pardus
- Jiří Maršálek
- Václav Babka